# Tonekabon
Tonekābon (persiska: تنکابن) är en ort i Iran, huvudort i Shahrestān-e Tonekābon.   Den ligger i provinsen Mazandaran, i den norra delen av landet, 130 km norr om huvudstaden Teheran. Antalet invånare är 37 501.